# Ruth Palmer
Ruth Helen Palmer, född 1 maj 1970 i Skottland, är en skotsk professor i biokemi och molekylär cellbiologi vid Sahlgrenska akademin, Göteborgs universitet.

## Forskning
Palmer avlade kandidatexamen vid Dundeeuniversitetet 1991 och disputerade 1996 vid dåvarande Imperial cancer research fund i London, med en avhandlingen om en nyligen identifierad familj av fosfatbindande proteiner (kinaser). Därefter arbetade hon som postdoktorand med bananflugor som modellsystem för att studera signalproteiner, studierna bedrevs vid Salk institutet i San Diego mellan 1996 och 1999 och ledde till identifiering av genen Focal Adhesion Kinase (FAK) hos bananfluga. Därefter var Palmer verksam som professor i molekylär genetik vid Umeå universitet från 2010 till 2014, varefter hon utnämndes till professor vid Göteborgs universitet.
Tillsammans med flera kollegor har Palmer undersökt hur genen för Anaplastiskt lymfomkinas (ALK) och MYCN-genen samspelar i olika cancersjukdomar, inklusive vid neuroblastom, en aggressiv tumörform som nästan bara drabbar barn under 2 års ålder och står för ungefär 15 % av alla dödsfall vid barncancer. Hon har nu vidare studerat ALKs signalvägar hos bananfluga. Efter framgångsrika fallstudier behandlas nu 4 av 5 barn med neuroblastom i Sverige med ALK-hämmare. Ett problem är att sjukdomen är så pass ovanlig, med bara ett tjugotal patienter per år, så att det är svårt att få ihop tillräckligt patientunderlag för bra studier. Till sin hjälp har forskargruppen istället bananflugor, zebrafisk och möss.

## Utmärkelser
- 2005 - EMBO Young investigator.[8]
- 2005 - Fernströmpriset - svenska priset.[12]
- 2005 - Svedbergpriset.[13]
- 2016 - Göran Gustafssonpriset i molekylär biologi för "sina betydelsefulla upptäckter kring funktion och reglering av ett viktigt tyrosinkinas som kontrollerar cellulär signalering och utveckling."[14]
- 2018 - Anslag om 37 miljoner från Knut och Alice Wallenbergs Stiftelse för fortsatta studier av sjukdomen neuroblastom och utveckling av nya terapier.[15]
- 2019 - Årets cancerforskare, återigen för sin forskning och sina upptäckter kring ALK och neuroblastom.[16]